# لگانس
لگانِس (به اسپانیایی: Leganés) یک دهستان اسپانیا است که در بخش خودمختار مادرید در اسپانیا واقع شده‌است.

## خصوصیات
لگانیس ۱۸۶٫۹۰۷ نفر جمعیت دارد.
این شهر ۶۶۶ متر از سطح دریا، ارتفاع دارد.

## خواهرخوانده
شهرهای بیت‌لحم، تندوف، اگالئو، کونچالی و هوجا خواهرخوانده‌های لگانیس هستند.

## ورزش
باشگاه فوتبال این شهر که در سال ۱۹۲۸ تأسیس شده‌است، در سال ۲۰۱۶ برای اولین بار به بالاترین سطح فوتبال اسپانیا صعود کرد.